# 1707 en France
Chronologie de la France
- 1703
- 1704
- 1705
- 1706
- 1707
- 1708
- 1709
- 1710
- 1711

Cette page concerne l’année 1707 du calendrier grégorien.

## Événements
- Janvier : publication de La Dîme royale de Vauban[1].

- 1er février : publication de la déclaration royale qui ordonne que les extraits de baptêmes, mariages et sépultures soient contrôlés[2]. Cette extension du droit de contrôle entraîne une révolte grave en Quercy, dite des Tard-avisés[3].
- 2 février : la jacquerie des Tard-avisés éclate à Cazals où la foule pille la maison du contrôleur[4].
- 14 février : le livre publié clandestinement de Vauban, Projet d’une dîme royale, réclamant un impôt unique pour tous, est saisi sur ordre du roi. Vauban meurt le 30 mars d’une embolie pulmonaire[1].

- 6 mars : le bureau du commis au contrôle est pillé et saccagé à Catus. La révolte des Tard-avisés se répand en Quercy gagnant Duravel, Saint-Matré, Floressas, Castelfranc, Bélaye (9 mars)[5] et atteint les portes de Cahors le 15 mars[6].

- 7 mars : véritable opération commando britannique sur la route entre Paris et Versailles avec l’enlèvement du grand écuyer Béringhen[7].
- 13 mars : capitulation de Milan. 18 000 soldats français sont rapatriés d’Italie du Nord et utilisés pour d’autres opérations[8].
- 14 - 22 mars : l’insurrection des Tard-avisés gagne le sud du Périgord par Campagnac-lès-Quercy, Saint-Pompont, Daglan et Castelnaud ; les villes leur ferment leurs portes, comme Domme, Sarlat ou Gourdon[9].

- 15 mars : trente mille Tard-avisés se regroupent devant Cahors[10] ; cinq paysans qui s’approchent trop des portes sont tués par les sentinelles. Le comte de Boissière s’interpose et apaise provisoirement la révolte[11].

- 1er avril : ordonnance prise à Cahors par le maréchal de Montrevel, gouverneur de Guyenne, enjoignant à tous les habitants du Périgord et du Quercy de remettre leurs armes[11].
- 12 avril : le cours forcé des billets de monnaie est étendu à tout le royaume. Moins d’un mois après sa promulgation, la déclaration du 12 avril est retirée le 10 mai par Chamillart devant les protestations des négociants et fabricants des grandes villes[12].
- 25 avril : victoire franco-espagnole de Berwick sur les troupes britannico-portugaises lors de la bataille d’Almansa[13]. Elle prépare la reconquête des royaumes de Valence et d’Aragon par le duc d’Orléans (prise de Lérida).

- 2 mai : les troubles en Quercy reprennent à Sérignac. Les dragons de Firmacon logés à Floressas répriment l’insurrection et une centaine de paysans sont blessés ou tués[11]. Six prisonniers sont exécutés par pendaison sur ordre de l’intendant : deux à Sérignac, deux à Mercuès et deux à Montauban ; Couailhac, un des meneurs, originaire de Saint Pantaléon, est pris et conduit à Cahors pour y être roué vif, mais il parvient à s’évader[14].
- 11 mai : bataille du cap Béveziers[15]. Le Français Claude de Forbin saisit 18 vaisseaux d'un convoi britannique en route pour le Portugal[16].
- 22 mai : Villars force les lignes alliées à Stollhofen (de) et lève ensuite des contributions en Wurtemberg et en Franconie[17].

- 10 juin - 24 septembre : nouvelle campagne de Claude de Forbin en mer du Nord avec la prise de 33 vaisseaux anglais et néerlandais[18].

- 5 juillet : arrêt du Conseil confiant à l’intendant la confection du rôle de taille et le contentieux des rôles d’office[19].

- 26 juillet - 22 août : attaques des Savoyards-Impériaux sur le port de Toulon[20]. L’assaut est repoussé, mais l'escadre française se saborde dans la rade pour bloquer le chenal.
- Fin juillet-août : canicule. À Paris, la journée la plus chaude est le 18 août, la température atteint 36.9°[21]. c’est le quatrième été consécutif qui connaît un tel épisode météorologique en France.
- 22 août : Victor-Amédée Ier de Savoie lève brusquement le siège de Toulon[17].